# Censo general de población y vivienda de Irán
El Censo General de Población y Vivienda de la República Islámica del Irán es el censo más grande realizado en Irán. Este censo se realizó inicialmente cada 10 años con el objetivo de determinar las características demográficas de Irán por el Centro de Estadísticas de Irán, pero a partir de 2006 se decidió realizar este censo una vez cada 5 años, pero debido a problemas económicos provocados por la máxima presión de la administración Trump. El gabinete abandonó el censo de 2020 y pospuso el próximo censo a 2025.  En el censo de 2016 , la población de Irán se estimó en 80 millones. En Irán, de acuerdo con el artículo 4 de la Ley del Centro de Estadísticas de Irán, el Censo General de Población y Vivienda se lleva a cabo por orden del Presidente. 

## Cambio de intervalo
Tendencias y desarrollos tales como nacimiento, matrimonio, muerte, divorcio, construcción , graduación , escisiones , migración de personas entre pueblos y ciudades y provincias de alta velocidad; Por lo tanto, el censo de 5 años puede estar más cerca de las estadísticas reales y proporcionar indicadores más realistas a los tomadores de decisiones de la sociedad. En muchos países, como Australia, Japón, Canadá, Corea del Sur y Nueva Zelanda, los censos se llevan a cabo durante 5 años, y en Irán, desde 2007, los censos se han realizado durante 5 años. 
En 2019, el Consejo de Ministros de Hassan Rouhani aprobó por el gabinete anterior de Mahmoud Ahmadinejad en el censo de 2006 para llevar a cabo un período de 5 años terminado. Por lo tanto, no habrá censo en 2020 y el intervalo de tiempo entre el último censo (2016) y el próximo censo (2025) será de 10 años.